# 高本佳澄
高本 佳澄（たかもと かすみ、1993年6月11日 - ）は、元女子バレーボール選手。

## 来歴
大阪府大阪市出身。友人に誘われて、小学4年よりバレーボールを始める。四天王寺羽曳丘中学校在学中の2008年には、第38回全日本中学校バレーボール選手権大会において優勝し、2009年に四天王寺高校に進学。2010年インターハイ（ベスト8）や2011年春高バレー（ベスト16）などで活躍し、2011年12月にVプレミアリーグトヨタ車体クインシーズの内定選手となった。
翌2012年3月のVチャレンジマッチ（上尾メディックス戦）において、Vリーグ公式戦デビューを果たした。2013年1月27日の岡山戦で途中出場、スパイク4得点をあげリーグ戦デビュー。
2014年6月にトヨタ車体を退社し、Vチャレンジリーグの大野石油広島オイラーズに移籍した。
2017年にチームを退団し、現役引退。

## エピソード
ポジションこそ違うが、ライバルに同学年の大竹里歩の名を挙げている。日頃はよく電話などをしあって仲のよい二人だが、だからこそ試合では好ライバルだという。

## 所属チーム
- 東中本小学校（森之宮ジュニア）
- 四天王寺羽曳丘中学校
- 四天王寺高校
- トヨタ車体クインシーズ（2012-2014年）
- 大野石油広島オイラーズ（2014-2017年）